# Alcides metaurus
Alcides metaurus (Hopffer, 1869) è un lepidottero appartenente alla famiglia Uraniidae, endemico dell'Australia.

## Descrizione
Di abitudini diurne, ha un'apertura alare di 8 – 10 cm.
Ali nere con riflessi ramati e fasce di colore rosa. Ali posteriori munite di piccola coda.
Il bruco è di colore nero con fasce bianche e rosso acceso sul dorso. 

## Biologia
Si nutre di foglie di Omphalea queenslandiae e Endospermum.